# Turecké ústavní referendum (2017)
Turecké ústavní referendum bylo referendum zabývající se otázkou, zda přijmout, anebo nepřijmout 18 změn turecké ústavy navržených Stranou spravedlnosti a rozvoje (AKP) a Nacionálně činnou stranou (MHP). Konalo se v Turecku dne 16. dubna 2017. Po jeho schválení má být zrušen úřad premiéra a existující parlamentní systém vlády nahrazen prezidentským systémem. Počet poslanců má být zvýšen z 550 na 600 a turecký prezident získá větší kontrolu nad Nejvyšší radou soudců a státních zástupců.
Referendum proběhlo v době stále platného nouzového stavu, který byl vyhlášen v návaznosti na neúspěšný pokus o vojenský převrat proběhlý v roce 2016. Výsledek referenda byl velmi těsný: pouze 51 % pro hlas „ano“. Nadto Nejvyšší volební komise také stanovila, že i úředně neoznačené hlasy budou považovány za platné. Hlavní opoziční strany považují toto hlasování za ilegální, jelikož 1,5 milionů hlasů bylo neoznačených, a odmítly uznat výsledek. Volební komise prohlásila, že definitivní výsledky mohou budou k dispozici za 11 či 12 dnů.
Prezidentský systém byl dlouhodobým politickým cílem vládnoucí strany AKP a jeho zakladatele, současného tureckého prezidenta Recepa Tayyipa Erdoğana. V říjnu 2016 ohlásila Nacionálně činná strana (MHP), že hodlá spolupracovat při přípravě návrhů úpravy ústavy s vládou.
Ti, kteří se změnou souhlasili, argumentovali, že změny turecké ústavy jsou potřebné pro silné a stabilní Turecko a že prezidentský systém dominoval Turecku od roku 1960 do roku 2002. Přívrženci kampaně proti ústavním změnám naopak argumentovali, že návrhy soustředí velké množství moci v rukou prezidenta, což efektivně obejde separaci moci a odebere legislativní moc pryč z rukou parlamentu. Kritici připravovaných ústavních změn také argumentovali, že navržený systém se vyvine ve volenou diktaturu s nulovou možností hnát exekutivu ke zodpovědnosti za své kroky, což vyústí v demokratickou sebevraždu.
Obě strany kampaně byly obviněny z využívání kontroverzních a extrémních frází. Erdogan také obvinil všechny hlasující proti ústavním změnám z podpory teroristů a neúspěšného pokusu o puč z roku 2016.
Kampaň proti ústavním změnám byla mařena nepodloženými obviněními ze strany státní moci, zatímco kampaň pro ústavní změny mohla používat státní zařízení a finance za účelem organizace manifestací a dalších událostí kampaně. Vedoucí osobnosti kampaně proti ústavním změnám, mezi které patřili například Meral Akşenerová, Ümit Özdağ, Sinan Oğan a Yusuf Halaçoğlu, byli všichni terčem násilí i restrikcí kampaně.
Kampaň pro ústavní změny byla postavena před omezení několika evropskými zeměmi, a to vládami Německa, Holandska, Dánska a Švýcarska, které rušily anebo žádali rušení událostí podporující kampaň pro ústavní změny zaměřené na Turky žijící v zahraničí. Tyto omezení vyústily v ostré zhoršení diplomatických vztahů a v diplomatickou krizi mezi Tureckem a Nizozemím.
Byly také vzneseny pochybnosti o průběhu referenda samém, přičemž hlasující pro ústavní změny byli přistiženi, když hlasovali více než jednou a také byli nalezeni lidé držící volební lístky ještě předtím, než zahraniční kolo voleb bylo vůbec zahájeno.

## Pozadí
Prezidentský systém poprvé přednesl tehdejší ministr spravedlnosti Cemilem Çiçekem a podporovaná tehdejším premiérem Erdoğanem v roce 2005. Od té doby byl prezidentský systém několikrát otevřeně podporován stranou Spravedlnosti a rozvoje (AKP) spolu s novou ústavou. Viceprezident strany AKP Hayati Yazıcı navrhl duben 2007 jako datum pro referendum.

## Úpravy ústavy

### Původní návrhy
10. prosince 2016 AKP a MHP navrhla 21 ústavních dodatků a začala sbírat podpisy od poslanců za účelem zahájit parlamentní diskusi o zahájení referenda. Po této diskusi byly 3 z 21 návrhů staženo, 18 jich zůstalo. České shrnutí změn těchto 18 dodatků je níže.
| Popis navržených úprav | Popis navržených úprav | Popis navržených úprav |
| Návrh #                | Článek                 | Popis změny |
| ---------------------- | ---------------------- | --- |
| 1                      | Článek 9               | Soud musí být nezávislý. |
| 2                      | Článek 75              | Počet poslanců je zvýšen z 550 na 600. |
| 3                      | Článek 76              | Věk požadovaný ke kandidatuře ve volbách je snížen z 25 na 18. Povinnost míti ukončenou povinnou vojenskou službu je zrušena. Kandidáti se vztahem k armádě budou nevolitelní. |
| 4                      | Článek 77              | Délka trvání poslaneckého mandátu je zvýšena ze čtyř na pět let. Parlamentní a prezidentské volby se budou konat stejný den každých pět let. |
| 5                      | Článek 87              | Funkcemi parlamentu je - Vytváření, měnění a rušení zákonů - Schvalování mezinárodních smluv - Diskuse, zvyšování anebo snižování státního rozpočtu a jeho schválení anebo zamítnutí na všeobecném shromáždění. - Zvolení 7 členů Nejvyšší rady soudců a státních zástupců - Užití další moci určené ústavou |
| 5                      | Článek 89              | Pro přehlasování prezidentského veta, parlament musí schválit stejný zákon absolutní většinou hlasů (301 hlasy). |
| 6                      | Článek 98              | Parlament může zkoumat činnost kabinetu a viceprezidenta pomocí parlamentního výzkumu, parlamentního vyšetřování, všeobecné diskuse a psaných otázek. Interpelace byly zrušeny a nahrazeny parlamentním vyšetřováním. Viceprezident musí odpovědět na psané otázky do 15 dnů. |
| 7                      | Článek 101             | Za účelem kandidování na pozici prezidenta je potřeba získat podporu jedné nebo více politických stran, kteří v předchozích parlamentních volbách získaly 5 % a více a sto tisíc hlasujících. Zvolený prezident již není nucen ukončit členství v politické straně, jestliže je nějaké členem. |
| 8                      | Článek 104             | Prezident se stává jak hlavou státu, tak hlavou vlády. Má pravomoc jmenovat a odvolat ministry a viceprezidenty. Prezident může vydat exekutivní dekret. Pokud parlament vytvoří zákon o témže tématu, jako prezident vydal exekutivní příkaz, dekret se stane neplatným, parlamentní zákon platným. |
| 9                      | Článek 105             | Parlament může navrhnout parlamentní vyšetřování absolutní většinou (301 hlasy). Následně je tento návrh 1 měsíc diskutován. Podle výsledků této diskuse může být zahájeno parlamentní vyšetřování po souhlasu tří pětin parlamentu (360 hlasy) (hlasování je tajné). Podle výsledků vyšetřování, parlament může obvinit prezidenta, pokud s tím souhlasí alespoň dvě třetiny poslanců (400). |
| 10                     | Článek 106             | Prezident může jmenovat jednoho nebo více viceprezidentů. Pokud se úřad prezidenta uvolní, poté musí být konány nové prezidentské volby, a to do 45 dnů. Pokud by se parlamentní volby měly konat za méně než rok, poté se budou konat ve stejný den, jako předčasné volby prezidenta. V opačném případě se zkracuje funkční období nového prezidenta do konce funkčního období parlamentu, poté se konají jak parlamentní, tak prezidentské volby. Toto zkrácené období se nepočítá do prezidentova limitu dvou funkčních období. Parlamentní vyšetřování možných trestných činů spáchaných viceprezidenty a ministry může být zahájeno jen se souhlasem tří pětin poslanců. Po tomto vyšetření se může parlament dvoutřetinovou většinou rozhodnout viceprezidenta nebo ministry obvinit. Pokud jsou shledáni vinnými, pak je jediným trestem pozbytí úřadu. Pokud je současně poslancem, pozbývá i této funkce. |
| 11                     | Článek 116             | Prezident nebo tři pětiny parlamentu se mohou rozhodnout vyhlásit předčasné volby. V tomto případě se organizátor do voleb rozpouští. |
| 12                     | Článek 119             | Pravomoc prezidenta deklarovat stav ohrožení státu je nyní předmětem schválení parlamentem, aby tato deklarace vstoupila v platnost. Parlament dobu trvání tohoto stavu může zkrátit i prodloužit, anebo stav ohrožení státu vůbec nevyhlásit. |
| 13                     | Článek 125             | Úkony prezidenta jsou nyní předmětem soudního přezkoumávání. |
| 13                     | Článek 142             | Válečné soudy se ruší, pokud nejsou povolány k vyšetření činů vojáků za doby války. |
| 13                     | Článek 146             | Prezident v minulosti jmenoval jednoho soudce do vysokého vojenského soudu a jednoho do vysokého vojenského administrativního soudu. Jelikož jsou vojenské soudy rušeny, počet ústavních soudců se zredukoval z 15 na 17. Spolu s tím se snižuje počet soudců jmenovaných prezidentem z 12 na 14, přičemž parlament stále jmenuje tři. |
| 14                     | Článek 159             | Nejvyšší rada soudců a státních zástupců se přejmenovává na Radu soudců a státních zástupců. Počet členů této rady se snižuje z 22 na 13, ze kterých jsou 4 jmenováni prezidentem a 7 Velkým shromážděním (dalšími členy je z titulu funkce ministr spravedlnosti a jeho zástupce). |
| 15                     | Článek 161             | Prezident navrhne rozpočet Velkému shromáždění 75 dní před novým fiskálním rokem. Členové komise pro rozpočet v něm mohou činit změny, to se ovšem netýká poslanců. Pokud není rozpočet schválen, poté bude navržen dočasný rozpočet. Pokud ani tento dočasný rozpočet, použije se rozpočet předchozího roku se zvyšovacím poměrem loňského roku. |
| 16                     | Několik článků         | Úprava několik článků spočívající hlavně v přenosu exekutivní moci kabinetu do rukou prezidenta. |
| 16                     | Článek 123             | Prezident získává moc vytvářet federální státy. |
| 17                     | Dočasný článek 21      | Nové prezidentské a všeobecné volby budou 3. listopadu 2019. Jestliže se Velké shromáždění rozhodne pro dřívější termín voleb, obě dvě se budou konat ten stejný den. Volby rady soudců a státních zástupců se uskuteční do 30 dnů od schválení tohoto zákona. Válečné soudy budou s účinností tohoto zákona zrušeny. |
| 18                     | Platnost úprav 1 – 17  | Úpravy 2, 4 a 7 se stanou účinnými po nových volbách, ostatní úpravy (s výjimkou dočasného článku 21) se stanou účinnými po složení prezidentské přísahy novým prezidentem. Tato úprava také ruší článek, který nutil zvolené prezidenty vzdát se po zvolení členství ve straně. Také stanovuje, že tyto ústavní dodatky budou odhlasovány v referendu jako celek. |

### Parlamentní ústavní komise
Po odsouhlasení 316 poslanci strany AKP, 21 navržených ústavních změn byly předloženy předsedovi Velkého národního shromáždění a následně předány Parlamentní ústavní komisi. Parlamentní ústavní komise v čele s poslancem strany AKP Mustafou Şentopem tyto návrhy začala zkoumat v prosinci roku 2016 (tedy dříve, než bylo původně plánované datum leden 2017). Ústavní komise se skládá z 25 členů, ze kterých 15 je z AKP, 5 z CHP, 3 z HDP a 2 pro MHP (strany si rozdělili křesla v komisi ve stejném poměru, jako jsou rozděleny poslanecké mandáty). Jelikož AKP má velkou majoritu v této komisi, média očekávala minimální množství překvapení v této fázi.
Ústavní komise má pravomoc upravit anebo zamítnout navržené změny ústavy předtím, než o nich hlasují všichni poslanci. Komise udělala několik minoritních změn v navržených změnách, mezi niž patřilo zvýšení počtu členů Nejvyšší rady soudců a státních zástupců z 12 na 13. Komise také zamítla 3 z 21 navržených změn, což zredukovalo jejich počet na 18. Mezi zamítnuté navržené změny patřila pátá změna vytvářející pozici náhradních poslanců, kteří měli zaujmout místa po poslancích, kterým předčasně skončil mandát, patnáctý návrh, který dával prezidentovi republiky pravomoc organizovat civilní služby a státní instituce pomocí exekutivních dekretů a čtrnáctý návrh, který prezidentovi dával pravomoc jmenovat vyšší úředníky.
Ústavní komise ukončila schvalovací proces dne 30. prosince 2016, přičemž 3 z 21 navržených změn zamítla.

### Parlamentní hlasování
Po ukončení schvalovacího procesu v Ústavní komisi, schválené návrhy byly prezentovány parlamentu k ratifikaci. Změny ústavy vyžadují třípětinovou většinu k tomu, aby byly předány k finálnímu schválení v referendu. Strana spravedlnosti a rozvoje (AKP) prohlásila, že i kdyby bylo dosaženo 367 hlasů, vláda změny neschválí bez ústavního referenda.
Parlament hlasoval o každém z 18 návrhů zvlášť ve dvou kolech. První kolo sloužilo jako indikátor, zda mají změny šanci získat dostatečnou podporu, přičemž všechny strany mohou navrhovat úpravy. Ve druhém kole pak již strany nejsou oprávněny podávat návrhy na změny. Počítány jsou pak výsledky jen druhého kola. Je třeba 330 hlasů pro schválení změn za podmínky úspěšného referenda anebo 367 hlasů pro schválení bez nutnosti referenda. Konečné hlasování o schválených změnách se konalo na konci druhého kola. Pokud by v tomto konečném hlasování nezískaly změny potřebných 330 hlasů, celý proces by byl ukončen.
Z celkového počtu 550 poslanců jich bylo 537 oprávněno hlasovat. 11 poslanců z HDP bylo zatčeno kvůli obvinění z terorismu, zbývající poslanci této strany po neúspěšném volání pro jejich propuštění hlasování bojkotovalo. Předseda parlamentu není oprávněn hlasovat kvůli svému předsednictvím, navíc byl v době hlasování hospitalizován, což znamená, že zastupující předseda ze strany AKP musel zasedání předsedat a tedy nemohl hlasovat sám.
Z těchto 537 poslanců oprávněných hlasovat jich bylo 315 členy AKP, 133 členy CHP, 39 členy MHP, 48 členy HDP a 2 byli nezávislí. Z 39 poslanců ze strany MHP jich 6 otevřeně prohlásilo, že budou hlasovat proti těmto úpravám, což snížilo celkový počet poslanců, od kterých se očekávalo, že budou hlasovat pro změny, na 348. 133 poslanců ze strany CHP a dva nezávislí hlasovali proti změnám, HDP hlasování bojkotovala.
| Teoretické rozdělení hlasů podle stranických linií | Teoretické rozdělení hlasů podle stranických linií | Teoretické rozdělení hlasů podle stranických linií | Teoretické rozdělení hlasů podle stranických linií | Teoretické rozdělení hlasů podle stranických linií | Teoretické rozdělení hlasů podle stranických linií | Teoretické rozdělení hlasů podle stranických linií | Teoretické rozdělení hlasů podle stranických linií | Teoretické rozdělení hlasů podle stranických linií | Teoretické rozdělení hlasů podle stranických linií                                       |
| Strana                                             | Strana                                             | Strana                                             | Vůdce                                              | Pozice strany                                      | Celkové množství poslanců                          | Oprávněno volit                                    | Hlasující pro                                      | Hlasující proti                                    | Grafické zobrazení                                                                       |
| -------------------------------------------------- | -------------------------------------------------- | -------------------------------------------------- | -------------------------------------------------- | -------------------------------------------------- | -------------------------------------------------- | -------------------------------------------------- | -------------------------------------------------- | -------------------------------------------------- | ---------------------------------------------------------------------------------------- |
|                                                    | AKP                                                | Strana spravedlnosti a rozvoje                     | Binali Yıldırım                                    | Ano                                                | 317                                                | 315                                                | 315                                                | 0                                                  |                                                                                          |
|                                                    | CHP                                                | Republikánská lidová strana                        | Kemal Kılıçdaroğlu                                 | Ne                                                 | 133                                                | 133                                                | 0                                                  | 133                                                |                                                                                          |
|                                                    | MHP                                                | Nacionálně činná strana                            | Devlet Bahçeli                                     | Ano                                                | 39                                                 | 39                                                 | 33                                                 | 6                                                  |                                                                                          |
|                                                    | HDP                                                | Lidově demokratická strana                         | Selahattin Demirtaş / Figen Yüksekdağ              | Ne                                                 | 59                                                 | 48                                                 | Bojkotující                                        | Bojkotující                                        |                                                                                          |
|                                                    |                                                    | Nezávislí                                          |                                                    | Ne (oba)                                           | 2                                                  | 2                                                  | 0                                                  | 2                                                  | Poslanci podle členství ve stranách. Černá barva označuje poslance neoprávněné hlasovat. |
| Celkem                                             | Celkem                                             | Celkem                                             | Celkem                                             | Celkem                                             | 550                                                | 537                                                | 348                                                | 141                                                | Referendum                                                                               |

Parlamentní hlasování o změnách začalo 9. ledna, přičemž první kolo hlasování bylo ukončeno 15. ledna. Opoziční politici kritizovali uspěchané hlasování, přičemž se hlasovalo o čtyřech až pěti návrzích denně bez přerušení.

### Výsledky hlasování
| Návrh                                                                                | Téma                                                                                 | První kolo                                                                           | První kolo                                                                           | První kolo                                                                           | První kolo                                                                           | Druhé kolo            | Druhé kolo | Druhé kolo | Druhé kolo | Výsledky |
| Návrh                                                                                | Téma                                                                                 | Účastnící se poslanci                                                                | Pro                                                                                  | Proti                                                                                | Jiní                                                                                 | Účastnící se poslanci | Pro        | Proti      | Jiní       | Výsledky |
| ------------------------------------------------------------------------------------ | ------------------------------------------------------------------------------------ | ------------------------------------------------------------------------------------ | ------------------------------------------------------------------------------------ | ------------------------------------------------------------------------------------ | ------------------------------------------------------------------------------------ | --------------------- | ---------- | ---------- | ---------- | -------- |
| Návrh                                                                                | Zahájení hlasovacího procesu                                                         | 480                                                                                  | 338                                                                                  | 134                                                                                  | 3                                                                                    | Účastnící se poslanci | Pro        | Proti      | Jiní       | Výsledky |
| 1                                                                                    | Neutralita soudu                                                                     | 484                                                                                  | 347                                                                                  | 132                                                                                  | 5                                                                                    | 486                   | 345        | 140        | 1          |          |
| 2                                                                                    | Zvýšení počtu poslanců z 550 na 600                                                  | 480                                                                                  | 343                                                                                  | 133                                                                                  | 3                                                                                    | 485                   | 342        | 139        | 4          |          |
| 3                                                                                    | Způsobilost k parlamentní kandidatuře                                                | 485                                                                                  | 341                                                                                  | 139                                                                                  | 5                                                                                    | 486                   | 342        | 137        | 6          |          |
| 4                                                                                    | Prezidentské a parlamentní volby každých pět let                                     | 486                                                                                  | 343                                                                                  | 139                                                                                  | 4                                                                                    | 486                   | 342        | 138        | 6          |          |
| 5                                                                                    | Pravomoci parlamentu                                                                 | 354                                                                                  | 343                                                                                  | 7                                                                                    | 4                                                                                    | 486                   | 342        | 140        | 4          |          |
| 6                                                                                    | Auditní orgány parlamentu                                                            | 483                                                                                  | 343                                                                                  | 137                                                                                  | 3                                                                                    | 485                   | 342        | 138        | 5          |          |
| 7                                                                                    | Volby prezidenta                                                                     | 482                                                                                  | 340                                                                                  | 136                                                                                  | 6                                                                                    | 484                   | 340        | 136        | 8          |          |
| 8                                                                                    | Povinnosti prezidenta                                                                | 481                                                                                  | 340                                                                                  | 135                                                                                  | 6                                                                                    | 483                   | 339        | 138        | 6          |          |
| 9                                                                                    | Trestní odpovědnost prezidenta                                                       | 485                                                                                  | 343                                                                                  | 137                                                                                  | 5                                                                                    | 483                   | 341        | 137        | 5          |          |
| 10                                                                                   | Vice-prezidenti a ministři                                                           | 483                                                                                  | 343                                                                                  | 135                                                                                  | 5                                                                                    | 481                   | 340        | 136        | 5          |          |
| 11                                                                                   | Obnovení voleb                                                                       | 483                                                                                  | 341                                                                                  | 134                                                                                  | 8                                                                                    | 481                   | 342        | 135        | 4          |          |
| 12                                                                                   | Nouzový stav                                                                         | 482                                                                                  | 344                                                                                  | 133                                                                                  | 5                                                                                    | 484                   | 342        | 138        | 4          |          |
| 13                                                                                   | Zrušení válečných soudů                                                              | 482                                                                                  | 343                                                                                  | 133                                                                                  | 6                                                                                    | 484                   | 343        | 136        | 5          |          |
| 14                                                                                   | Vysoká rada soudců a státních zástupců                                               | 483                                                                                  | 341                                                                                  | 133                                                                                  | 9                                                                                    | 487                   | 342        | 139        | 6          |          |
| 15                                                                                   | Regulace rozpočtu                                                                    | 483                                                                                  | 341                                                                                  | 134                                                                                  | 8                                                                                    | 486                   | 342        | 141        | 3          |          |
| 16                                                                                   | Přizpůsobení ostatních článků                                                        | 482                                                                                  | 341                                                                                  | 134                                                                                  | 7                                                                                    | 486                   | 342        | 141        | 3          |          |
| 17                                                                                   | Dočasný článek o přechodu na nový systém                                             | 484                                                                                  | 342                                                                                  | 135                                                                                  | 7                                                                                    | 485                   | 341        | 139        | 5          |          |
| 18                                                                                   | Prezident může být členem strany & účinnost změn                                     | 481                                                                                  | 344                                                                                  | 131                                                                                  | 6                                                                                    | 488                   | 343        | 142        | 3          |          |
| Konečné schválení schválených změn (330 pro referendum, 367 for přímou implementaci) | Konečné schválení schválených změn (330 pro referendum, 367 for přímou implementaci) | Konečné schválení schválených změn (330 pro referendum, 367 for přímou implementaci) | Konečné schválení schválených změn (330 pro referendum, 367 for přímou implementaci) | Konečné schválení schválených změn (330 pro referendum, 367 for přímou implementaci) | Konečné schválení schválených změn (330 pro referendum, 367 for přímou implementaci) | 488                   | 339        | 142        | 7          |          |

## Názorové průzkumy

### Celostátní
| Datum                            | Dotazující se organizace                                                                                           | Velikost vzorku | Včetně nerozhodnutých voličů                                                                                       | Včetně nerozhodnutých voličů                                                                                       | Včetně nerozhodnutých voličů                                                                                       | | Pouze hlasy pro a proti                                                                                            | Pouze hlasy pro a proti                                                                                            |
| Datum                            | Dotazující se organizace                                                                                           | Velikost vzorku | Pro | Proti | Nerozhodnutí | Pro | Proti | |
| -------------------------------- | --- | --- | --- | --- | --- | --- | --- | --- |
| 3. února 2015                    | MetroPoll | – | 34,3 | 42,2 | 23,5 | | 44,8 | 55,2 |
| 23. února 2015                   | Gezici | 3 840 | 23,2 | 76,8 | – | 23,2 | 76,8 | |
| 18. května 2015                  | Gezici | 4 860 | 23,8 | 76,2 | – | 23,8 | 76,2 | |
| 1. ledna 2016                    | GENAR | 4 900 | 55,0 | 40,8 | 4,2 | 57,4 | 42,6 | |
| 27. ledna – 3. února 2016        | ORC | 8 329 | 56,1 | 43,9 | – | 56,1 | 43,9 | |
| 12. února 2016                   | İVEM | – | 60,0 | 31,0 | 9,0 | 65,9 | 34,1 | |
| 2.–6. března 2016                | ORC | 4 176 | 57,0 | 43,0 | – | 57,0 | 43,0 | |
| 19. dubna 2016                   | Gezici | – | 55,2 | 35,5 | 9,3 | 60,9 | 39,1 | |
| 25. dubna 2016                   | AKAM | 1 214 | 35,0 | 45,7 | 19,3 | 43,4 | 56,6 | |
| 25.–29. dubna 2016               | MAK | 5 500 | 57,0 | 33,0 | 10,0 | 63,3 | 36,7 | |
| 5.–6. května 2016                | ORC | 1 265 | 58,4 | 41,6 | – | 58,4 | 41,6 | |
| 30. května 2016                  | Optibřezna | 1 508 | 49,3 | 41,6 | 9,1 | 54,2 | 45,8 | |
| 1. června 2016                   | MetroPoll | 1 200 | 41,9 | 47,5 | 10,5 | 46,9 | 53,1 | |
| 5.–12. června 2016               | ORC | 2 240 | 58,9 | 41,1 | – | 58,9 | 41,1 | |
| 15.–16. července 2016            | Pokus o vojenský převrat v Turecku 2016                                                                            | Pokus o vojenský převrat v Turecku 2016                                                                            | Pokus o vojenský převrat v Turecku 2016                                                                            | Pokus o vojenský převrat v Turecku 2016                                                                            | Pokus o vojenský převrat v Turecku 2016                                                                            | Pokus o vojenský převrat v Turecku 2016                                                                            | Pokus o vojenský převrat v Turecku 2016                                                                            | Pokus o vojenský převrat v Turecku 2016                                                                            |
| 11.–12. října 2016               | Premiér Binali Yıldırım akceptoval výzvy strany MHP, aby AKP předala své návrhy parlamentu                         | Premiér Binali Yıldırım akceptoval výzvy strany MHP, aby AKP předala své návrhy parlamentu                         | Premiér Binali Yıldırım akceptoval výzvy strany MHP, aby AKP předala své návrhy parlamentu                         | Premiér Binali Yıldırım akceptoval výzvy strany MHP, aby AKP předala své návrhy parlamentu                         | Premiér Binali Yıldırım akceptoval výzvy strany MHP, aby AKP předala své návrhy parlamentu                         | Premiér Binali Yıldırım akceptoval výzvy strany MHP, aby AKP předala své návrhy parlamentu                         | Premiér Binali Yıldırım akceptoval výzvy strany MHP, aby AKP předala své návrhy parlamentu                         | Premiér Binali Yıldırım akceptoval výzvy strany MHP, aby AKP předala své návrhy parlamentu                         |
| 10.–16. října 2016               | ORC | 21 980 | 55,9 | 36,2 | 7,9 | | 60,7 | 39,3 |
| 31. října 2016                   | AKP prezentovala své návrhy ústavních změn MHP, byla zahájena jednání mezi stranami                                | AKP prezentovala své návrhy ústavních změn MHP, byla zahájena jednání mezi stranami                                | AKP prezentovala své návrhy ústavních změn MHP, byla zahájena jednání mezi stranami                                | AKP prezentovala své návrhy ústavních změn MHP, byla zahájena jednání mezi stranami                                | AKP prezentovala své návrhy ústavních změn MHP, byla zahájena jednání mezi stranami                                | AKP prezentovala své návrhy ústavních změn MHP, byla zahájena jednání mezi stranami                                | AKP prezentovala své návrhy ústavních změn MHP, byla zahájena jednání mezi stranami                                | AKP prezentovala své návrhy ústavních změn MHP, byla zahájena jednání mezi stranami                                |
| 15.–17. listopadu 2016           | Andy-AR | 1 516 | 47,1 | 41,3 | 8,5 | | 53,3 | 46,7 |
| 26.–27. listopadu 2016           | A&G | 3 010 | 45,7 | 41,6 | 12,7 | 52,4 | 47,6 | |
| 30. listopadu 2016               | MetroPoll | – | 49,0 | 51,0 | - | 43,3 | 56,7 | |
| 25. listopadu – 3. prosince 2016 | Gezici | – | 42,0 | 58,0 | – | 42,0 | 58,0 | |
| 21. listopadu – 6. prosince 2016 | İVEM | 3 650 | 50,0 | 39,0 | 11,0 | 56,2 | 43,8 | |
| 1.–8. prosince 2016              | AKP a MHP se shodly na konceptu ústavních změn a předaly je parlamentu ke konzultaci                               | AKP a MHP se shodly na konceptu ústavních změn a předaly je parlamentu ke konzultaci                               | AKP a MHP se shodly na konceptu ústavních změn a předaly je parlamentu ke konzultaci                               | AKP a MHP se shodly na konceptu ústavních změn a předaly je parlamentu ke konzultaci                               | AKP a MHP se shodly na konceptu ústavních změn a předaly je parlamentu ke konzultaci                               | AKP a MHP se shodly na konceptu ústavních změn a předaly je parlamentu ke konzultaci                               | AKP a MHP se shodly na konceptu ústavních změn a předaly je parlamentu ke konzultaci                               | AKP a MHP se shodly na konceptu ústavních změn a předaly je parlamentu ke konzultaci                               |
| 15. prosince 2016                | ORC | 2 450 | 61,0 | 39,0 | – | | 61,0 | 39,0 |
| 7.–16. prosince 2016             | KHAS | 1 000 | 36,9 | 42,2 | 20,9 | 46,6 | 53,4 | |
| 1.–25. prosince 2016             | Sonar | 5 000 | 42,3 | 44,6 | 13,1 | 48,7 | 51,3 | |
| 3.–10. ledna 2017                | Optibřezna | 2 043 | 46,3 | 40,0 | 13,7 | 53,6 | 46,4 | |
| 1.–11. ledna 2017                | ORC | 2 340 | 62,0 | 38,0 | – | 62,0 | 38,0 | |
| 11.–17. ledna 2017               | AKAM | 2 240 | 42,4 | 57,6 | – | 42,4 | 57,6 | |
| 6.–19. ledna 2017                | MetroPoll | 2 000 | 42,4 | 44,0 | 13,6 | 49,1 | 50,9 | |
| 21. ledna 2017                   | Parlament schválil 18 navržených změn                                                                              | Parlament schválil 18 navržených změn                                                                              | Parlament schválil 18 navržených změn                                                                              | Parlament schválil 18 navržených změn                                                                              | Parlament schválil 18 navržených změn                                                                              | Parlament schválil 18 navržených změn                                                                              | Parlament schválil 18 navržených změn                                                                              | Parlament schválil 18 navržených změn                                                                              |
| 26. ledna 2017                   | Gezici | – | 41,8 | 58,2 | – | | 41,8 | 58,2 |
| 24.–29. ledna 2017               | Konsensus | 1 499 | 44,2 | 41,1 | 14,7 | 51,8 | 48,2 | |
| 30. ledna 2017                   | GENAR | – | 55,0 | 45,0 | – | 55,0 | 45,0 | |
| 26. ledna – 1. února 2017        | MAK | 5 400 | 52,0 | 35,0 | 13,0 | 59,8 | 40,2 | |
| 4.–5. února 2017                 | Gezici | 2 860 | 43,7 | 45,7 | 10,6 | 48,9 | 51,1 | |
| 8. února 2017                    | CHP | – | 41,0 | 48,0 | 11,0 | 46,1 | 53,9 | |
| 9. února 2017                    | Sonar | – | 43,0 | 40,0 | 17,0 | 51,8 | 48,2 | |
| 10. února 2017                   | Prezident schválil referendum                                                                                      | Prezident schválil referendum                                                                                      | Prezident schválil referendum                                                                                      | Prezident schválil referendum                                                                                      | Prezident schválil referendum                                                                                      | Prezident schválil referendum                                                                                      | Prezident schválil referendum                                                                                      | Prezident schválil referendum                                                                                      |
| 10.–18. února 2017               | THEMİS | 1 985 | 36,2 | 49,3 | 14,5 | | 42,4 | 57,6 |
| 16.–19. února 2017               | NET | 3 535 | 43,8 | 45,8 | 10,4 | 48,9 | 51,1 | |
| 16.–21. února 2017               | AKAM | 4 060 | 34,9 | 45,2 | 19,9 | 43,6 | 56,4 | |
| 1. března 2017                   | Prezident Recep Tayyip Erdoğan údajně žádal provládní výzkumníky, aby do konce března přestali organizovat výzkumy | Prezident Recep Tayyip Erdoğan údajně žádal provládní výzkumníky, aby do konce března přestali organizovat výzkumy | Prezident Recep Tayyip Erdoğan údajně žádal provládní výzkumníky, aby do konce března přestali organizovat výzkumy | Prezident Recep Tayyip Erdoğan údajně žádal provládní výzkumníky, aby do konce března přestali organizovat výzkumy | Prezident Recep Tayyip Erdoğan údajně žádal provládní výzkumníky, aby do konce března přestali organizovat výzkumy | Prezident Recep Tayyip Erdoğan údajně žádal provládní výzkumníky, aby do konce března přestali organizovat výzkumy | Prezident Recep Tayyip Erdoğan údajně žádal provládní výzkumníky, aby do konce března přestali organizovat výzkumy | Prezident Recep Tayyip Erdoğan údajně žádal provládní výzkumníky, aby do konce března přestali organizovat výzkumy |
| 25. února – 2. března 2017       | MAK | 5 400 | 53,0 | 37,0 | 10,0 | | 58,9 | 41,1 |
| 1.–7. března 2017                | ORC | 3 140 | 51,6 | 38,7 | 9,7 | 57,2 | 42,8 | |
| 3.–9. března 2017                | AKAM | 8 120 | 35,6 | 48,2 | 16,2 | 42,4 | 57,6 | |
| 12. března 2017                  | Začala diplomatická krize mezi Tureckem a Nizozemskem                                                              | Začala diplomatická krize mezi Tureckem a Nizozemskem                                                              | Začala diplomatická krize mezi Tureckem a Nizozemskem                                                              | Začala diplomatická krize mezi Tureckem a Nizozemskem                                                              | Začala diplomatická krize mezi Tureckem a Nizozemskem                                                              | Začala diplomatická krize mezi Tureckem a Nizozemskem                                                              | Začala diplomatická krize mezi Tureckem a Nizozemskem                                                              | Začala diplomatická krize mezi Tureckem a Nizozemskem                                                              |
| 6.–13. března 2017               | Politic's | 2 753 | 46,2 | 36,9 | 16,9 | | 55,7 | 44,3 |
| 10.–15. března 2017              | CHP | 5 000 | 40,2 | 54,8 | 5,0 | 42,3 | 57,7 | |
| 8.–15. března 2017               | Times | 2 000 | 42,3 | 51,7 | 6,0 | 44,3 | 55,7 | |
| 17. března 2017                  | CHP | – | 42,0 | 46,0 | 12,0 | 47,7 | 52,3 | |
| 17. března 2017                  | Gezici | – | 43,5 | 45,5 | 11,0 | 48,9 | 51,1 | |
| 18.–22. března 2017              | AKAM | 2 032 | 37,0 | 46,2 | 16,8 | 44,5 | 55,5 | |
| 10.–24. března 2017              | Sonar | 5 000 | 43,34 | 43,30 | 13,36 | 48,8 | 51,2 | |
| 27. března 2017                  | Zahájení voleb pro zahraniční občany Turecka                                                                       | Zahájení voleb pro zahraniční občany Turecka                                                                       | Zahájení voleb pro zahraniční občany Turecka                                                                       | Zahájení voleb pro zahraniční občany Turecka                                                                       | Zahájení voleb pro zahraniční občany Turecka                                                                       | Zahájení voleb pro zahraniční občany Turecka                                                                       | Zahájení voleb pro zahraniční občany Turecka                                                                       | Zahájení voleb pro zahraniční občany Turecka                                                                       |
| 27. března 2017                  | Konsensus | 1 555 | 43,1 | 45,2 | 11,8 | | 48,8 | 51,2 |
| 24.–27. března 2017              | ORC | 2 740 | 55,4 | 44,6 | – | 55,4 | 44,6 | |
| 28.–30. března 2017              | Qriously | 3 418 | 43,6 | 27,4 | 29,0 | 61,4 | 38,6 | |
| 15. března–2. dubna 2017         | CHP | 4 681 | 33,2 | 43,0 | 22,7 | 43,6 | 56,4 | |
| 1.–2. dubna 2017                 | Gezici | – | 53,3 | 46,7 | – | 53,3 | 46,7 | |
| 1.–4. dubna 2017                 | NET | 2 700 | 45,9 | 47,3 | 6,8 | 49,2 | 50,8 | |
| 4.–6. dubna 2017                 | Qriously | 2 593 | 43,5 | 31,1 | 25,4 | 58,3 | 41,7 | |
| 1.–8. dubna 2017                 | THEMİS | 600 | 41,7 | 47,3 | 11,0 | 46,9 | 53,1 | |
| 2.–8. dubna 2017                 | Konsensus | 2 000 | 49,0 | 46,7 | 4,3 | 51,2 | 48,8 | |
| 9. dubna 2017                    | Skončilo hlasování pro turecké občany v zahraničí                                                                  | Skončilo hlasování pro turecké občany v zahraničí                                                                  | Skončilo hlasování pro turecké občany v zahraničí                                                                  | Skončilo hlasování pro turecké občany v zahraničí                                                                  | Skončilo hlasování pro turecké občany v zahraničí                                                                  | Skončilo hlasování pro turecké občany v zahraničí                                                                  | Skončilo hlasování pro turecké občany v zahraničí                                                                  | Skončilo hlasování pro turecké občany v zahraničí                                                                  |
| 8.–9. dubna 2017                 | Gezici | 1 399 | 46,6 | 43,5 | 9,9 | | 51,3 | 48,7 |
| 5.–10. dubna 2017                | ANAR | 4 189 | 52,0 | 48,0 | – | 52,0 | 48,0 | |
| 5.–10. dubna 2017                | MAK | 5 500 | 54,6 | 41,4 | 4,0 | 56,5 | 43,5 | |
| 5.–10. dubna 2017                | AKAM | 8 160 | 39,3 | 45,7 | 15,0 | 46,2 | 53,8 | |
| 7.–10. dubna 2017                | KONDA | 3 462 | 46,9 | 44,1 | 9,0 | 51,5 | 48,5 | |
| 8.–12. dubna 2017                | THEMİS | – | 46,1 | 53,9 | – | 46,1 | 53,9 | |
| 8.–13. dubna 2017                | A&G | 6 048 | 52,9 | 34,1 | 13,0 | 60,8 | 39,2 | |
| 11.–13. dubna 2017               | Qriously | ? | 44,1 | 30,6 | 25,3 | 59,0 | 41,0 | |
| 11.–13. dubna 2017               | ORC | 3 980 | 59,4 | 40,6 | – | 59,4 | 40,6 | |
| 16. dubna                        | Celostátní výsledky                                                                                                | | 51,2 | 8,8 | – | | 51,2 | 48,8 |

### Zahraniční
| Datum                    | Dotazující se organizace                     | Velikost vzorku                              | Včetně nerozhodnutých voličů                 | Včetně nerozhodnutých voličů                 | Včetně nerozhodnutých voličů                 | Pouze hlasy pro a proti                      | Pouze hlasy pro a proti                      |
| Datum                    | Dotazující se organizace                     | Velikost vzorku                              | Pro                                          | Proti                                        | Nerozhodnutí                                 | Pro                                          | Proti                                        |
| 27. března–9. dubna 2017 | Zahájení voleb pro zahraniční občany Turecka | Zahájení voleb pro zahraniční občany Turecka | Zahájení voleb pro zahraniční občany Turecka | Zahájení voleb pro zahraniční občany Turecka | Zahájení voleb pro zahraniční občany Turecka | Zahájení voleb pro zahraniční občany Turecka | Zahájení voleb pro zahraniční občany Turecka |
| ------------------------ | -------------------------------------------- | -------------------------------------------- | -------------------------------------------- | -------------------------------------------- | -------------------------------------------- | -------------------------------------------- | -------------------------------------------- |
| 10. dubna 2017           | MAK                                          | Exit poll                                    | 62,0                                         | 38,0                                         | –                                            | 62,0                                         | 38,8                                         |

## Výsledky

### Celkové výsledky
| Volba                                        | Celostátní hlasy | %          | Zahraniční hlasy | %     | Celní hlasy | %     | Celkem     | %          |
| -------------------------------------------- | ---------------- | ---------- | ---------------- | ----- | ----------- | ----- | ---------- | ---------- |
| Pro                                          | 24 325 817       | 51,23      | 831 208          | 59,46 | 52 961      | 54,17 | 25 157 025 | 51,41      |
| Proti                                        | 23 201 726       | 48,77      | 575 365          | 40,54 | 44 816      | 45,83 | 23 777 091 | 48,59      |
| Platné hlasy                                 | 47 527 543       | 98,25      | 1 308 796        |       | 97 777      |       | 48 934 116 |            |
| Neplatné/prázdné hlasy                       | 847 393          | 1,75       | 16 892           |       | 762         |       | 865 047    |            |
| Účastnící se                                 | 48 374 936       | 87,45      |                  |       |             |       |            | 85,10      |
| Registrovaní voliči                          | 55 319 567       | 55 319 567 |                  |       |             |       | 58 520 222 | 58 520 222 |
| Zdroj: NTV Yeni Şafak (neoficiální výsledky) |                  |            |                  |       |             |       |            |            |

### Výsledky podle provincie
| Provincie           | Registrovaných voličů | Hlasujících | Platných hlasů | Neplatných hlasů | Pro        | Pro (%) | Proti      | Proti (%) | Účastnících se (%) |
| ------------------- | --------------------- | ----------- | -------------- | ---------------- | ---------- | ------- | ---------- | --------- | ------------------ |
| Adana               |                       |             |                |                  | 535 714    | 41,81 % | 745 494    | 58,19 %   |                    |
| Adıyaman            |                       |             |                |                  | 230 176    | 69,76 % | 99 781     | 30,24 %   |                    |
| Afyonkarahisar      |                       |             |                |                  | 281 392    | 64,56 % | 154 462    | 35,44 %   |                    |
| Ağrı                |                       |             |                |                  | 87 257     | 43,08 % | 115 271    | 56,92 %   |                    |
| Aksaray             |                       |             |                |                  | 162 862    | 75,49 % | 52 884     | 24,51 %   |                    |
| Amasya              |                       |             |                |                  | 121 360    | 56,26 % | 94 367     | 43,74 %   |                    |
| Ankara              |                       |             |                |                  | 1 668 565  | 48,85 % | 1 747 132  | 51,15 %   |                    |
| Antalya             |                       |             |                |                  | 574 421    | 40,92 % | 829 415    | 59,08 %   |                    |
| Ardahan             |                       |             |                |                  | 23 455     | 44,27 % | 29 529     | 55,73 %   |                    |
| Artvin              |                       |             |                |                  | 49 974     | 46,93 % | 56 504     | 53,07 %   |                    |
| Aydın               |                       |             |                |                  | 245 191    | 35,70 % | 441 696    | 64,30 %   |                    |
| Balıkesir           |                       |             |                |                  | 368 741    | 45,50 % | 441 598    | 54,50 %   |                    |
| Bartın              |                       |             |                |                  | 67 744     | 56,03 % | 53 160     | 43,97 %   |                    |
| Batman              |                       |             |                |                  | 96 139     | 36,35 % | 168 376    | 63,65 %   |                    |
| Bayburt             |                       |             |                |                  | 37 629     | 81,70 % | 8 431      | 18,30 %   |                    |
| Bilecik             |                       |             |                |                  | 65 867     | 48,86 % | 68 954     | 51,14 %   |                    |
| Bingöl              |                       |             |                |                  | 95 987     | 72,57 % | 36 273     | 27,43 %   |                    |
| Bitlis              |                       |             |                |                  | 87 852     | 59,35 % | 60 170     | 40,65 %   |                    |
| Bolu                |                       |             |                |                  | 120 685    | 62,26 % | 73 162     | 37,74 %   |                    |
| Burdur              |                       |             |                |                  | 87 451     | 51,75 % | 81 550     | 48,25 %   |                    |
| Bursa               |                       |             |                |                  | 987 904    | 53,21 % | 868 788    | 46,79 %   |                    |
| Çanakkale           |                       |             |                |                  | 139 974    | 39,54 % | 213 991    | 60,46 %   |                    |
| Çankırı             |                       |             |                |                  | 79 760     | 73,35 % | 28 980     | 26,65 %   |                    |
| Çorum               |                       |             |                |                  | 219 394    | 64,49 % | 120 814    | 35,51 %   |                    |
| Denizli             |                       |             |                |                  | 289 984    | 44,53 % | 361 198    | 55,47 %   |                    |
| Diyarbakır          |                       |             |                |                  | 251 733    | 32,41 % | 525 089    | 67,59 %   |                    |
| Düzce               |                       |             |                |                  | 164 122    | 70,56 % | 68 476     | 29,44 %   |                    |
| Edirne              |                       |             |                |                  | 78 907     | 29,51 % | 188 513    | 70,49 %   |                    |
| Elazığ              |                       |             |                |                  | 240 774    | 71,79 % | 94 620     | 28,81 %   |                    |
| Erzincan            |                       |             |                |                  | 80 903     | 60,50 % | 52 816     | 39,50 %   |                    |
| Erzurum             |                       |             |                |                  | 300 589    | 74,48 % | 103 007    | 25,52 %   |                    |
| Eskişehir           |                       |             |                |                  | 236 994    | 42,43 % | 321 623    | 57,57 %   |                    |
| Gaziantep           |                       |             |                |                  | 603 954    | 62,45 % | 363 136    | 37,55 %   |                    |
| Giresun             |                       |             |                |                  | 164 567    | 61,66 % | 102 329    | 38,34 %   |                    |
| Gümüşhane           |                       |             |                |                  | 54 601     | 75,16 % | 18 050     | 24,84 %   |                    |
| Hakkâri             |                       |             |                |                  | 41 104     | 32,42 % | 85 689     | 67,58 %   |                    |
| Hatay               |                       |             |                |                  | 401 405    | 45,65 % | 477 978    | 54,35 %   |                    |
| Iğdır               |                       |             |                |                  | 30 817     | 34,80 % | 57 736     | 65,20 %   |                    |
| Isparta             |                       |             |                |                  | 148 917    | 56,04 % | 116 809    | 43,96 %   |                    |
| Istanbul            |                       |             |                |                  | 4 479 272  | 48,65 % | 4 728 318  | 51,35 %   |                    |
| İzmir               |                       |             |                |                  | 870 658    | 31,20 % | 1 919 745  | 68,80 %   |                    |
| Kahramanmaraş       |                       |             |                |                  | 458 349    | 73,96 % | 161 395    | 26,04 %   |                    |
| Karabük             |                       |             |                |                  | 88 969     | 60,68 % | 57 646     | 39,32 %   |                    |
| Karaman             |                       |             |                |                  | 94 289     | 63,85 % | 53 386     | 36,15 %   |                    |
| Kars                |                       |             |                |                  | 70 920     | 50,98 % | 68 189     | 49,02 %   |                    |
| Kastamonu           |                       |             |                |                  | 147 530    | 64,82 % | 80 078     | 35,18 %   |                    |
| Kayseri             |                       |             |                |                  | 557 397    | 67,76 % | 265 239    | 32,24 %   |                    |
| Kilis               |                       |             |                |                  | 44 461     | 64,09 % | 24 912     | 35,91 %   |                    |
| Kırıkkale           |                       |             |                |                  | 103 784    | 62,42 % | 62 478     | 37,58 %   |                    |
| Kırklareli          |                       |             |                |                  | 68 552     | 26,87 % | 170 574    | 71,33 %   |                    |
| Kırşehir            |                       |             |                |                  | 72 363     | 53,25 % | 63 520     | 46,75 %   |                    |
| Kocaeli             |                       |             |                |                  | 650 336    | 56,69 % | 496 925    | 43,31 %   |                    |
| Konya               |                       |             |                |                  | 928 602    | 72,88 % | 345 610    | 27,12 %   |                    |
| Kütahya             |                       |             |                |                  | 261 275    | 70,31 % | 110 314    | 29,69 %   |                    |
| Malatya             |                       |             |                |                  | 323 638    | 69,57 % | 141 539    | 30,43 %   |                    |
| Manisa              |                       |             |                |                  | 417 386    | 45,67 % | 496 622    | 54,33 %   |                    |
| Mardin              |                       |             |                |                  | 149 733    | 40,98 % | 215 653    | 59,02 %   |                    |
| Mersin              |                       |             |                |                  | 387 611    | 35,98 % | 689 748    | 64,02 %   |                    |
| Muğla               |                       |             |                |                  | 184 507    | 30,70 % | 416 584    | 69,30 %   |                    |
| Muş                 |                       |             |                |                  | 87 314     | 50,56 % | 85 370     | 49,44 %   |                    |
| Nevşehir            |                       |             |                |                  | 117 548    | 65,59 % | 61 663     | 34,41 %   |                    |
| Niğde               |                       |             |                |                  | 118 141    | 59,80 % | 79 427     | 40,20 %   |                    |
| Ordu                |                       |             |                |                  | 275 328    | 61,89 % | 169 544    | 38,11 %   |                    |
| Osmaniye            |                       |             |                |                  | 169 918    | 57,84 % | 123 860    | 42,16 %   |                    |
| Rize                |                       |             |                |                  | 155 028    | 75,55 % | 50 158     | 24,45 %   |                    |
| Sakarya             |                       |             |                |                  | 413 078    | 68,06 % | 193 897    | 31,94 %   |                    |
| Samsun              |                       |             |                |                  | 507 303    | 63,55 % | 290 932    | 36,45 %   |                    |
| Şanlıurfa           |                       |             |                |                  | 599 073    | 70,82 % | 246 835    | 29,18 %   |                    |
| Siirt               |                       |             |                |                  | 69 121     | 47,81 % | 74 365     | 52,19 %   |                    |
| Sinop               |                       |             |                |                  | 73 324     | 57,75 % | 53 651     | 42,25 %   |                    |
| Şırnak              |                       |             |                |                  | 58 607     | 28,30 % | 148 482    | 71,70 %   |                    |
| Sivas               |                       |             |                |                  | 262 404    | 71,28 % | 105 730    | 28,72 %   |                    |
| Tekirdağ            |                       |             |                |                  | 242 247    | 38,91 % | 380 348    | 61,09 %   |                    |
| Tokat               |                       |             |                |                  | 226 835    | 63,18 % | 132 188    | 36,82 %   |                    |
| Trabzon             |                       |             |                |                  | 316 308    | 66,45 % | 159 681    | 33,55 %   |                    |
| Tunceli             |                       |             |                |                  | 9 859      | 19,59 % | 40 478     | 80,41 %   |                    |
| Uşak                |                       |             |                |                  | 109 263    | 47,3 %  | 123 053    | 52,97 %   |                    |
| Van                 |                       |             |                |                  | 193 584    | 42,72 % | 259 575    | 57,28 %   |                    |
| Yalova              |                       |             |                |                  | 71 929     | 49,73 % | 72 708     | 50,27 %   |                    |
| Yozgat              |                       |             |                |                  | 179 911    | 74,27 % | 62 338     | 25,73 %   |                    |
| Zonguldak           |                       |             |                |                  | 186 197    | 49,35 % | 191 117    | 50,65 %   |                    |
| Celostátní výsledky | 58 366 647            | 49 799 163  | 48 934 116     | 865,047          | 25,157,025 | 51.41 % | 23 777 091 | 48,59 %   | 85,32 %            |

### Výsledky ze zahraničí
| Země                    | Pro     | Pro (%) | Proti   | Proti (%) |
| ----------------------- | ------- | ------- | ------- | --------- |
| Albánie                 | 153     | 41,80 % | 213     | 58,20 %   |
| Alžírsko                | 356     | 43,00 % | 472     | 57,00 %   |
| Austrálie               | 5 960   | 41,82 % | 8,290   | 58,18 %   |
| Rakousko                | 38 215  | 73,23 % | 13 972  | 26,77 %   |
| Ázerbájdžán             | 1 024   | 38,31 % | 1 649   | 61,69 %   |
| Bahrajn                 | 69      | 13,56 % | 440     | 86,44 %   |
| Belgie                  | 54 083  | 74,98 % | 18 044  | 25,02 %   |
| Bosna a Hercegovina     | 750     | 61,83 % | 463     | 38,17 %   |
| Bulharsko               | 365     | 28,65 % | 909     | 71,35 %   |
| Kanada                  | 3 247   | 27,92 % | 8 384   | 72,08 %   |
| Čína                    | 213     | 23,77 % | 683     | 76,23 %   |
| Česko                   | 73      | 12,54 % | 509     | 87,46 %   |
| Dánsko                  | 6 604   | 60,63 % | 4 288   | 39,37 %   |
| Egypt                   | 259     | 59,00 % | 180     | 41,00 %   |
| Finsko                  | 558     | 28,45 % | 1 403   | 71,55 %   |
| Francie                 | 91 266  | 64,85 % | 49 475  | 35,15 %   |
| Gruzie                  | 285     | 40,66 % | 416     | 59,34 %   |
| Německo                 | 412 149 | 63,07 % | 241 353 | 36,93 %   |
| Řecko                   | 176     | 22,62 % | 602     | 77,38 %   |
| Maďarsko                | 232     | 25,75 % | 669     | 74,25 %   |
| Írán                    | 121     | 45,32 % | 146     | 54,68 %   |
| Irák                    | 119     | 34,59 % | 225     | 65,41 %   |
| Irsko                   | 173     | 19,93 % | 695     | 80,07 %   |
| Izrael                  | 284     | 43,43 % | 370     | 56,57 %   |
| Itálie                  | 2 135   | 37,94 % | 3 492   | 62,06 %   |
| Japonsko                | 416     | 36,11 % | 736     | 63,89 %   |
| Jordánsko               | 349     | 75,87 % | 111     | 24,13 %   |
| Kazachstán              | 636     | 41,41 % | 900     | 58,59 %   |
| Kosovo                  | 404     | 57,14 % | 303     | 42,86 %   |
| Kuvajt                  | 191     | 23,38 % | 626     | 76,62 %   |
| Kyrgyzstán              | 499     | 57,36 % | 371     | 42,64 %   |
| Libanon                 | 1 058   | 93,88 % | 69      | 6,12 %    |
| Lucembursko             | 5 987   | 62,86 % | 3 538   | 37,14 %   |
| Makedonie               | 618     | 57,97 % | 448     | 42,03 %   |
| Nizozemsko              | 82 672  | 70,94 % | 33 871  | 29,06 %   |
| Nový Zéland             | 32      | 17,68 % | 149     | 82,32 %   |
| Severní Kypr            | 19 225  | 45,18 % | 23 324  | 54,82 %   |
| Norsko                  | 2 193   | 57,20 % | 1 641   | 42,80 %   |
| Omán                    | 138     | 24,04 % | 436     | 75,96 %   |
| Polsko                  | 302     | 25,61 % | 877     | 74,39 %   |
| Katar                   | 241     | 18,89 % | 1,035   | 81,11 %   |
| Rumunsko                | 824     | 44,64 % | 1,022   | 55,36 %   |
| Rusko                   | 833     | 26,02 % | 2 368   | 73,98 %   |
| Saúdská Arábie          | 4 475   | 55,06 % | 3 653   | 44,94 %   |
| Singapur                | 284     | 44,31 % | 357     | 55,69 %   |
| Severní Afrika          | 126     | 36,84 % | 216     | 63,16 %   |
| Španělsko               | 172     | 13,32 % | 1 119   | 86,68 %   |
| Súdán                   | 240     | 65,93 % | 124     | 34,07 %   |
| Švédsko                 | 4 367   | 47,09 % | 4 902   | 52,91 %   |
| Švýcarsko               | 19 181  | 38,08 % | 31 193  | 61,92 %   |
| Thajsko                 | 27      | 12,92 % | 182     | 87,02 %   |
| Turkmenistán            | 510     | 43,74 % | 656     | 56,26 %   |
| Ukrajina                | 341     | 35,74 % | 613     | 64,26 %   |
| Spojené arabské emiráty | 395     | 13,31 % | 2,572   | 86,69 %   |
| Spojené království      | 7 177   | 20,26 % | 28 247  | 79,79 %   |
| Spojené státy americké  | 5 296   | 16,20 % | 27 397  | 83,80 %   |
| Uzbekistán              | 169     | 53,65 % | 146     | 46,35 %   |
| Hraniční přechody       | 52 961  | 54,17 % | 44 816  | 45,83 %   |
| Zahraniční výsledky     | 831 208 | 59,09 % | 575 365 | 40,91 %   |